# Liste der montenegrinischen Orden und Ehrenzeichen
Diese Liste gibt einen Überblick über die montenegrinischen Orden und Ehrenzeichen.

## Fürstentum
- Tapferkeitsmedaille (1841)
- Milosch Obilic-Medaille (1851)
- Orden Danilos I. für die Unabhängigkeit (1853)
- Erinnerungsmedaille an die Schlacht von Grahovo (1859)
- Erinnerungsmedaille an den Krieg 1862 (1862)
- Montenegrinischer Familienorden vom Heiligen Petrus (1869)
- Kriegsmedaille 1875–78 (1878)
- Medaille für Eifer (1895)
- Verdienstmedaille (1908)
- Sieges-Orden (1918)

## Königreich
- Jubiläumsmedaille (1910)
- Rot-Kreuz-Orden (1913)

## Republik
- Orden Danilos I. für die Unabhängigkeit